# Syllepte leucographalis
Syllepte leucographalis là một loài bướm đêm trong họ Crambidae.